# یولیوسبورگ
یولیوسبورگ (به آلمانی: Juliusburg) یک شهر در آلمان است که در هرتسوگتوم لاونبورگ واقع شده‌است. یولیوسبورگ ۱۸۸ نفر جمعیت دارد.